# Rock Racing

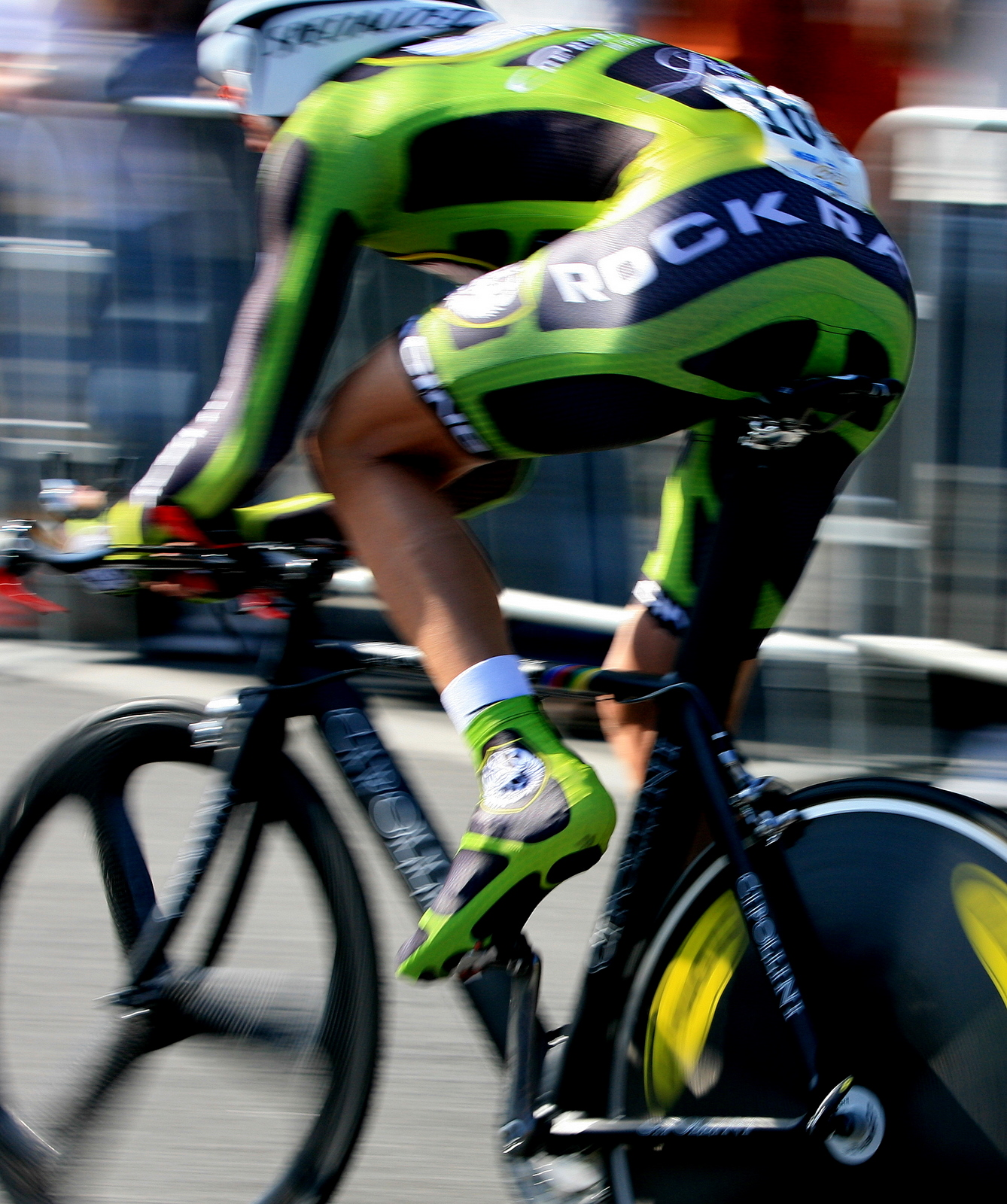
Mario Cipollini beim Prolog der Tour of California 2008

Rock Racing ist ein ehemaliges US-amerikanisches Radsportteam.

## Geschichte
Die Mannschaft wurde 2007 gegründet und nahm mit Leiter Allen Bean als Continental Team an den UCI Continental Circuits bevorzugt an amerikanischen Rennen teil. Die Mannschaft war mit Fahrrädern der Marke De Rosa ausgestattet. Sponsor war die Modemarke Rock & Republic des Multimillionärs Michael Ball. Das Team hatte einen Exklusivvertrag mit Cadillac und nutzte dessen Modell Escalade als Teamfahrzeug. Sportliche Leiter waren Rudy Pevenage, Laurenzo Lapage und Gary Hanson. Pevenage und Lapage verließen das Team Ende 2009 allerdings wegen ausbleibender Gehaltszahlungen; Lapage wechselte zum kasachischen "Team Astana".
Das Team stand wegen der Doping-Vergangenheit seiner Mitglieder mehrfach in der Kritik. Sowohl Rudy Pevenage als auch die Fahrer Tyler Hamilton, José Enrique Gutiérrez, Francisco Mancebo, Santiago Botero und Óscar Sevilla waren Kunden des "Dopingarztes"Eufemiano Fuentes oder wurden, wie im Fall von Tyler Hamilton, des Dopings überführt. Rudy Pevenage distanzierte sich jedoch im Namen seiner Fahrer von den Fehlern der Vergangenheit. Dennoch wurde Tyler Hamilton im April 2009 erneut positiv getestet.
Zusätzlich zu der Dopingaffären seiner Mitglieder, die dem Team ein Bad-Boy-Image einbrachten, stand Rock Racing durch die spektakuläre Verpflichtung des bereits 2005 vom Profi-Radsport zurückgetretenen Straßenrad-Weltmeisters von 2002 Mario Cipollini als Teamberater und Fahrer in Personalunion im Januar 2008, die bereits wenige Wochen später nach Meinungsverschiedenheiten endete, in den Schlagzeilen.
Im Februar 2010 wurde bekannt, dass das Team vom Radsportweltverband UCI keine Continental-Lizenz für das laufende Jahr erhalten hatte. Eigentümer Michael Ball erklärte daraufhin, dass das Team als national registrierte Mannschaft weiterbestehen sollte.

## Saison 2009

### Erfolge in der UCI America Tour
In den Rennen der Saison 2009 der UCI America Tour gelangen die nachstehenden Erfolge.
| Datum              | Rennen                           | Kat. | Fahrer            |
| ------------------ | -------------------------------- | ---- | ----------------- |
| 15. Februar        | 1. Etappe Kalifornien-Rundfahrt  | 2.1  | Francisco Mancebo |
| 4. März            | 4. Etappe Vuelta Mexico          | 2.2  | David Vitoria     |
| 5. März            | 5. Etappe Vuelta Mexico          | 2.2  | David Vitoria     |
| 28. April          | 1. Etappe Vuelta a Asturias      | 2.1  | Glen Chadwick     |
| 29. April          | 2. Etappe Vuelta a Asturias      | 2.1  | Óscar Sevilla     |
| 1. Mai             | 4. Etappe Vuelta a Asturias      | 2.1  | Francisco Mancebo |
| 28. April – 2. Mai | Gesamtwertung Vuelta a Asturias  | 2.1  | Francisco Mancebo |
| 19. Juni           | 12. Etappe Vuelta a Colombia     | 2.2  | Víctor Hugo Peña  |
| 20. Juni           | 13. Etappe Vuelta a Colombia     | 2.2  | Glen Chadwick     |
| 4.–10. Oktober     | Gesamtwertung Vuelta a Chihuahua | 2.1  | Óscar Sevilla     |

### Zugänge – Abgänge
| Zugänge                      | Team 2008                       | Abgänge                         | Team 2009                        |
| ---------------------------- | ------------------------------- | ------------------------------- | -------------------------------- |
| Aaron Kemps                  | Team Astana                     | Michael Creed                   | Team Type 1                      |
| Francisco Mancebo            | Fercase-Rota dos Móveis         | Adam Switters                   | California Giant-Specialized     |
| Nicholas Sanderson           | Jelly Belly Cycling Team        | Doug Ollerenshaw                | Myogenesis.com-United HealthCare |
| David Martín                 | Orbea                           | Brock Curry                     | Now-MS Society                   |
| Glen Chadwick                | Team Type 1                     | Jeremiah Wiscovitch             | Now-MS Society                   |
| Chris Baldwin                | Toyota-United                   | Santiago Botero                 | Orgullo Paisa                    |
| José Enrique Gutiérrez       | Ex-Profi (Team L.P.R. 2007)     | Kayle Leogrande                 | Dopingsperre                     |
| David Vitoria                | Ex-Profi (BMC Racing Team 2007) | Rahsaan Bahati                  | Unbekannt                        |
| Alexander Boyd               | Ex-Profi (VMG Racing 2006)      | Peter Dawson                    | Unbekannt                        |
| James Driscoll               | Neoprofi                        | Tyler Hamilton (bis 17. April)  | Karriereende                     |
| David Tanner                 | Neoprofi                        | Chris Baldwin (bis 31. Mai)     | OUCH-Maxxis                      |
| Iván Domínguez (ab 18. Juni) | Fuji-Servetto                   | Sterling Magnell (bis 30. Juni) | Unbekannt                        |
| Rahsaan Bahati (ab 19. Juni) | Ex-Profi (Rock Racing 2008)     |                                 |                                  |

### Mannschaft
| Name                   | Geburtstag         | Nationalität       | Team 2010                           |
| ---------------------- | ------------------ | ------------------ | ----------------------------------- |
| Rahsaan Bahati         | 13. Februar 1982   | Vereinigte Staaten | Bahati Foundation                   |
| Alexander Boyd         | 21. Mai 1987       | Vereinigte Staaten | Kelly Benefit Strategies            |
| Glen Chadwick          | 17. Oktober 1976   | Neuseeland         | Budget Forklifts                    |
| Iván Domínguez         | 28. Mai 1976       | Kuba               | Jamis-Sutter Home                   |
| James Driscoll         | 11. November 1986  | Vereinigte Staaten | Jamis-Sutter Home                   |
| José Enrique Gutiérrez | 18. Juni 1974      | Spanien            | Karriereende                        |
| Sergio Hernandez       | 8. Januar 1985     | Vereinigte Staaten |                                     |
| Aaron Kemps            | 10. September 1983 | Australien         | Fly V Australia                     |
| Francisco Mancebo      | 9. März 1976       | Spanien            | Heraklion Kastro-Murcia             |
| David Martín           | 8. November 1983   | Spanien            |                                     |
| Víctor Hugo Peña       | 10. Juli 1974      | Kolumbien          | Café de Colombia-Colombia es Pasión |
| Fred Rodriguez         | 3. September 1973  | Vereinigte Staaten |                                     |
| Nicholas Sanderson     | 27. Mai 1984       | Australien         | Amore & Vita-Conad                  |
| Óscar Sevilla          | 29. September 1976 | Spanien            | Ind Ant-Idea-Fla-Lot de Medellín    |
| David Tanner           | 30. September 1984 | Australien         | Fly V Australia                     |
| David Vitoria          | 15. Oktober 1984   | Schweiz            | Footon-Servetto                     |
| Justin Williams        | 26. Mai 1989       | Vereinigte Staaten | Trek Livestrong U23                 |

## Platzierungen in UCI-Ranglisten
UCI America Tour
| Saison | Mannschaftswertung | Fahrerwertung          |
| ------ | ------------------ | ---------------------- |
| 2007   | 25.                | Kayle Leogrande (165.) |
| 2008   | 4.                 | Óscar Sevilla (9.)     |
| 2009   | 5.                 | David Vitoria (34.)    |

UCI Asia Tour
| Saison | Mannschaftswertung | Fahrerwertung       |
| ------ | ------------------ | ------------------- |
| 2008   | 9.                 | Tyler Hamilton (9.) |
| 2009   | -                  | -                   |

UCI Europe Tour
| Saison | Mannschaftswertung | Fahrerwertung           |
| ------ | ------------------ | ----------------------- |
| 2009   | 46.                | Francisco Mancebo (90.) |

UCI Oceania Tour
| Saison | Mannschaftswertung | Fahrerwertung       |
| ------ | ------------------ | ------------------- |
| 2009   | 12.                | Glen Chadwick (15.) |